# Charley Pride

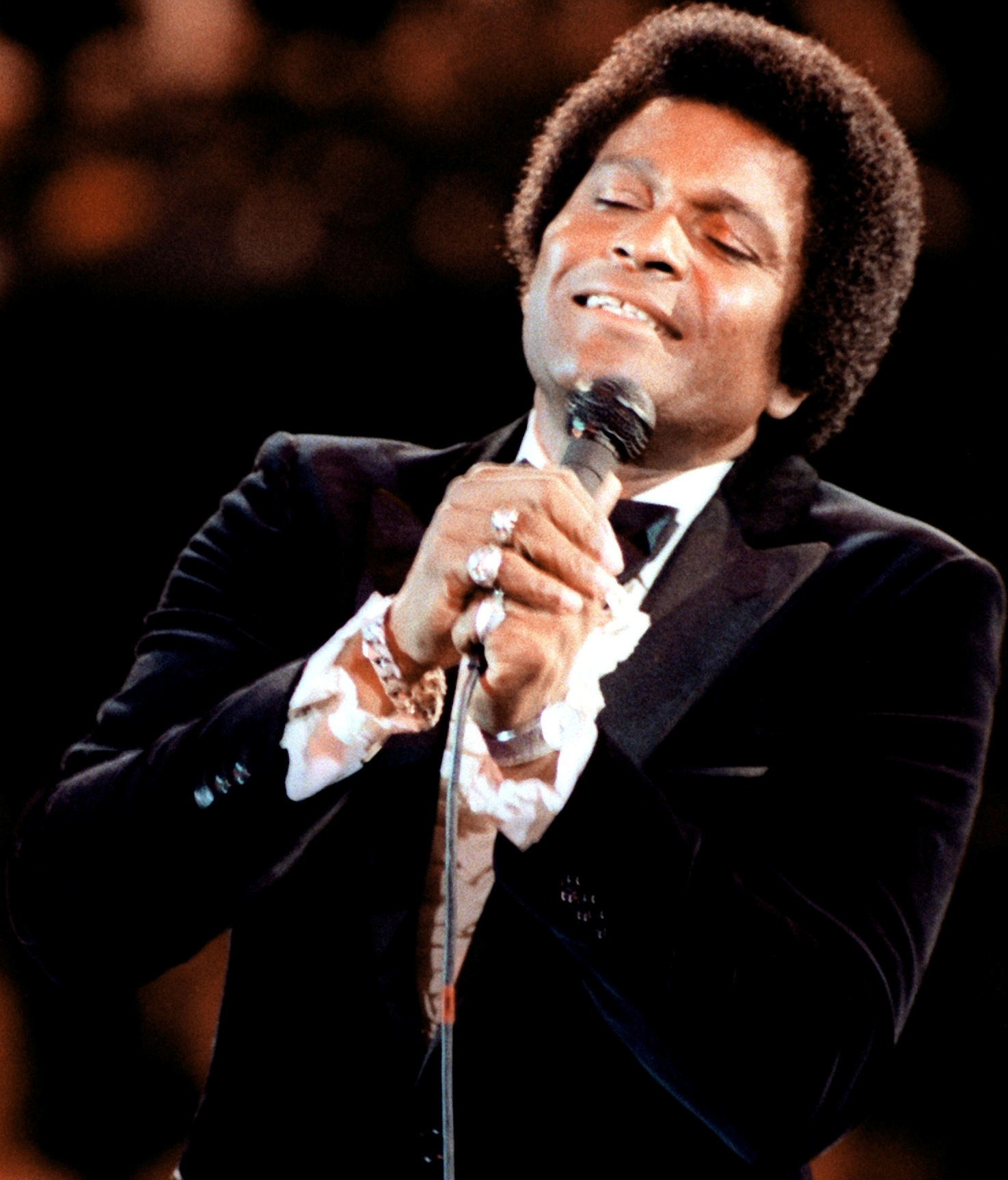
Charley Pride (1981)

Charley Frank Pride (* 18. März 1934 in Sledge, Mississippi; † 12. Dezember 2020 in Dallas, Texas) war ein US-amerikanischer Country-Sänger. Der dreifache Grammy-Gewinner war mit 29 Nummer-eins-Hits in den Billboard-Country-Charts einer der erfolgreichsten Country-Interpreten aller Zeiten und der mit Abstand erfolgreichste schwarze Sänger des Genres. Den Auszeichnungen nach verkaufte er alleine in den USA mehr als sieben Millionen Platten. Sein größter Hit Kiss an Angel Good Mornin’ erhielt eine Gold-Auszeichnung und war auch in den Pop-Charts erfolgreich.

## Kindheit und Jugend
Pride wuchs in einer kinderreichen Südstaaten-Familie auf. In frühester Jugend arbeitete er als Baumwollpflücker. Mit 14 Jahren kaufte er sich von seinem Arbeitslohn eine Gitarre. Anders als sein ethnisches Umfeld fühlte er sich nicht zum Blues oder Gospel, sondern zur Country-Musik hingezogen. Doch zunächst galt sein Hauptinteresse dem Baseball. Er spielte für die Detroit Eagles und die Memphis Red Sox; es reichte aber nicht zu einer Profi-Karriere. Pride verbrachte zwei Jahre in der Armee, heiratete und verdiente sein Geld als einfacher Arbeiter.

## Karriere

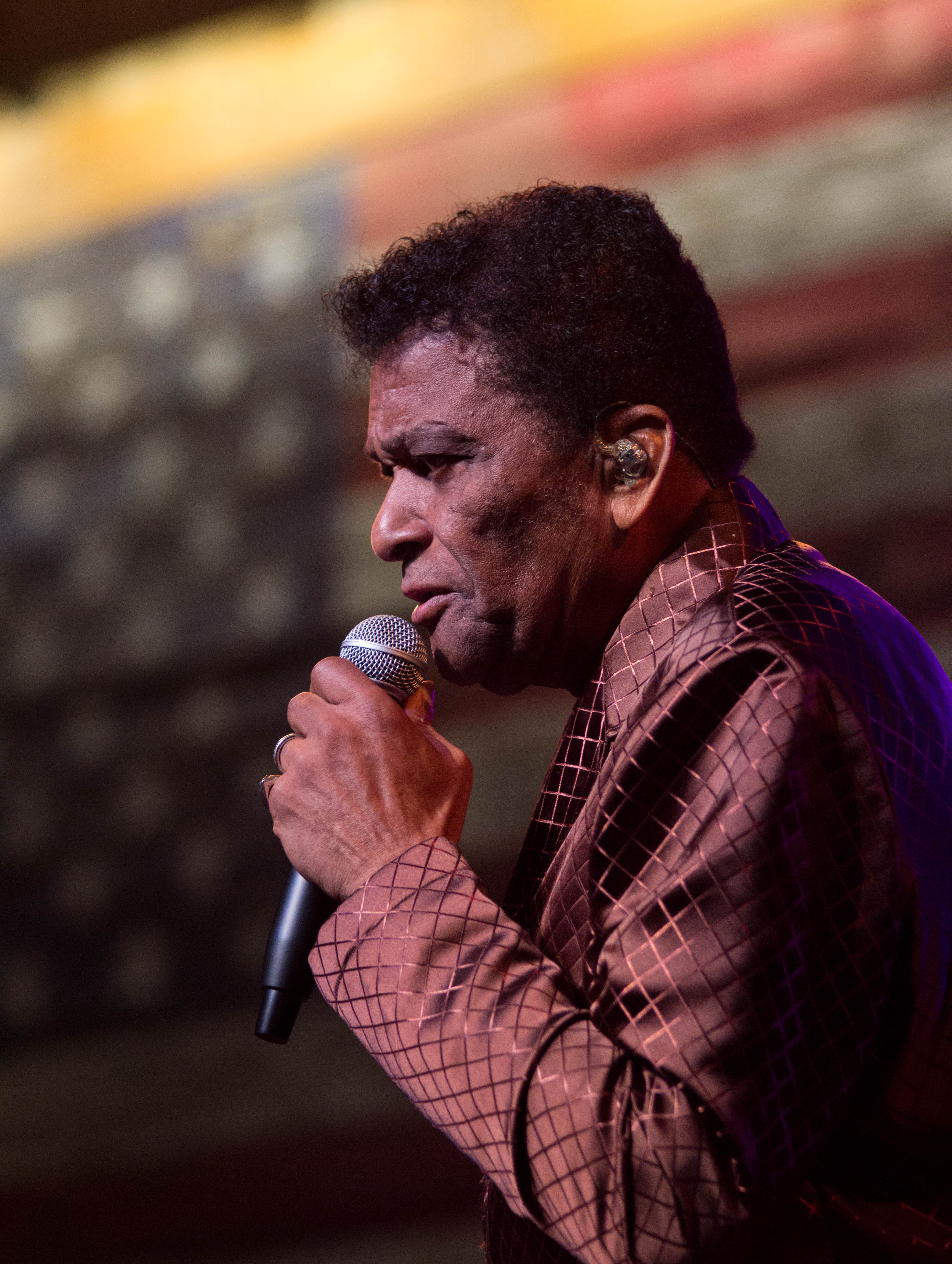
Charley Pride (2016)

1963 bekam er die Chance, den etablierten Country-Musikern Red Sovine und Red Foley vorzuspielen. Sie waren beeindruckt und vermittelten ihm einen ersten Kontakt nach Nashville. Es war zunächst nicht einfach, in der dortigen Country-Szene Fuß zu fassen. Mit Unterstützung des Produzenten Jack Clement konnte ein Demo-Band erstellt werden, das schließlich in die Hände von Chet Atkins gelangte, dem Boss der RCA-Plattendivision. Atkins nahm Pride umgehend unter Vertrag. 1966 wurde die erste Single produziert, The Snake Crawls at Night. Die Schallplattenfirma verzichtete auf die sonst übliche Promotion. Man war sich nicht sicher, wie die Radiostationen auf einen schwarzen Country-Sänger reagieren würden.
Noch im selben Jahr gelang ihm mit Just Between You and Me der Durchbruch. Bereits ein Jahr später trat er in der Grand Ole Opry auf. Es folgte eine lange Serie von Nummer-eins-Hits, darunter Songs wie Kiss an Angel Good Mornin’ oder Is Anybody Going to San Antone? Oft konnte er sich auch in den Pop-Hitparaden platzieren. Seine Erfolge hielten bis in die Achtzigerjahre an. Nach Rückgang der Verkaufszahlen und Problemen mit der Plattenfirma wechselte er 1986 das Label. Trotz einiger kleinerer Hits gelang es ihm nicht mehr, an seine früheren Erfolge anzuknüpfen.
Pride war auch im hohen Alter noch aktiv und veröffentlichte 2017 sein letztes Studioalbum Music in My Heart.
Pride führte ein skandalfreies Leben und hatte drei Kinder. Im Jahr 2000 erhielt er die höchste Auszeichnung der Country-Musik: Er wurde in die Country Music Hall of Fame aufgenommen. Ein Jahr zuvor hatte er einen Stern auf dem Hollywood Walk of Fame erhalten.
Charley Pride starb im Dezember 2020 im Alter von 86 Jahren an den Folgen von COVID-19.

## Diskografie

### Studioalben
| Jahr | Titel                                | Höchstplatzierung, Gesamtwochen, AuszeichnungChartplatzierungen (Jahr, Titel, Platzierungen, Wochen, Auszeichnungen, Anmerkungen) | Höchstplatzierung, Gesamtwochen, AuszeichnungChartplatzierungen (Jahr, Titel, Platzierungen, Wochen, Auszeichnungen, Anmerkungen) | Höchstplatzierung, Gesamtwochen, AuszeichnungChartplatzierungen (Jahr, Titel, Platzierungen, Wochen, Auszeichnungen, Anmerkungen) | Anmerkungen |
| Jahr | Titel                                | UK | US | Country | Anmerkungen |
| ---- | ------------------------------------ | --- | --- | --- | ----------- |
| 1966 | Country                              | — | US— GoldUS | Country16 (23 Wo.)Country |             |
| 1967 | The Pride Of Country Music           | — | — | Country33 (10 Wo.)Country |             |
| 1967 | The Country Way                      | — | US199 Gold · (2 Wo.)US | Country1 (42 Wo.)Country |             |
| 1968 | Make Mine Country                    | — | — | Country4 (30 Wo.)Country |             |
| 1968 | Songs of Pride...Charley That Is     | — | — | Country6 (25 Wo.)Country |             |
| 1969 | Charley Pride in Person              | — | US62 Gold · (43 Wo.)US | Country2 (34 Wo.)Country |             |
| 1969 | The Sensational Charley Pride        | — | US44 Gold · (39 Wo.)US | Country2 (41 Wo.)Country |             |
| 1970 | Just Plain Charley                   | — | US22 Gold · (27 Wo.)US | Country1 (51 Wo.)Country |             |
| 1970 | Charley Pride’s Tenth Album          | — | US30 Gold · (38 Wo.)US | Country1 (49 Wo.)Country |             |
| 1970 | From Me to You                       | — | US42 Gold · (26 Wo.)US | Country2 (37 Wo.)Country |             |
| 1971 | I’m Just Me                          | — | US50 (19 Wo.)US | Country1 (45 Wo.)Country |             |
| 1971 | Charley Pride Special                | UK29 (1 Wo.)UK | — | — |             |
| 1971 | Charley Pride Sings Heart Songs      | — | US38 Gold · (26 Wo.)US | Country1 (36 Wo.)Country |             |
| 1971 | Did You Think to Pray                | — | US76 Gold · (15 Wo.)US | Country1 (33 Wo.)Country |             |
| 1972 | A Sunshiny Day with Charley Pride    | — | US115 (15 Wo.)US | Country1 (28 Wo.)Country |             |
| 1972 | Songs of Love by Charley Pride       | — | US149 (8 Wo.)US | Country1 (32 Wo.)Country |             |
| 1973 | Sweet Country                        | — | US166 (6 Wo.)US | Country3 (39 Wo.)Country |             |
| 1973 | Amazing Love                         | — | — | Country1 (27 Wo.)Country |             |
| 1974 | Country Feelin’                      | — | — | Country15 (12 Wo.)Country |             |
| 1974 | Pride of America                     | — | — | Country4 (18 Wo.)Country |             |
| 1975 | Charley                              | — | — | Country5 (20 Wo.)Country |             |
| 1975 | The Happiness of Having You          | — | — | Country2 (22 Wo.)Country |             |
| 1975 | Sunday Morning with Charley Pride    | — | — | Country14 (11 Wo.)Country |             |
| 1977 | She’s Just an Old Love-Turned Memory | UK34 (2 Wo.)UK | — | Country6 (24 Wo.)Country |             |
| 1978 | Someone Loves You Honey              | UK48 (2 Wo.)UK | — | Country4 (32 Wo.)Country |             |
| 1978 | Burgers and Fries                    | — | — | Country7 (32 Wo.)Country |             |
| 1979 | You’re My Jamaica                    | — | — | Country11 (28 Wo.)Country |             |
| 1980 | There’s a Little Bit of Hank in Me   | — | — | Country1 (52 Wo.)Country |             |
| 1981 | Roll on Mississippi                  | — | — | Country17 (17 Wo.)Country |             |
| 1982 | Everybody’s Choice                   | — | — | Country10 (24 Wo.)Country |             |
| 1983 | Charley Pride Sings Country Classics | — | — | Country36 (15 Wo.)Country |             |
| 1983 | Night Games                          | — | — | Country20 (21 Wo.)Country |             |
| 1984 | The Power of Love                    | — | — | Country49 (8 Wo.)Country |             |
| 1987 | After All This Time                  | — | — | Country18 (44 Wo.)Country |             |
| 1988 | I’m Gonna Love Her on the Radio      | — | — | Country36 (52 Wo.)Country |             |
| 1989 | Moody Woman                          | — | — | Country51 (19 Wo.)Country |             |

Weitere Studioalben
- 1970: Christmas in My Hometown
- 1986: Back to the Country
- 1986: The Best There Is
- 1994: My 6 Latest & 6 Greatest
- 1996: Classics with Pride
- 2001: A Tribute to Jim Reeves
- 2003: Comfort of Her Wings
- 2011: Choices
- 2017: Music in My Heart

### Livealben
| Jahr | Titel              | Höchstplatzierung, Gesamtwochen, AuszeichnungChartplatzierungen (Jahr, Titel, Platzierungen, Wochen, Auszeichnungen, Anmerkungen) | Höchstplatzierung, Gesamtwochen, AuszeichnungChartplatzierungen (Jahr, Titel, Platzierungen, Wochen, Auszeichnungen, Anmerkungen) | Anmerkungen |
| Jahr | Titel              | US | Country | Anmerkungen |
| ---- | ------------------ | --- | --- | ----------- |
| 1982 | Charley Pride Live | — | Country62 (3 Wo.)Country |             |

Weitere Livealben
- 1998: Branson City Limits

### Kompilationen
| Jahr | Titel                              | Höchstplatzierung, Gesamtwochen, AuszeichnungChartplatzierungen (Jahr, Titel, Platzierungen, Wochen, Auszeichnungen, Anmerkungen) | Höchstplatzierung, Gesamtwochen, AuszeichnungChartplatzierungen (Jahr, Titel, Platzierungen, Wochen, Auszeichnungen, Anmerkungen) | Höchstplatzierung, Gesamtwochen, AuszeichnungChartplatzierungen (Jahr, Titel, Platzierungen, Wochen, Auszeichnungen, Anmerkungen) | Anmerkungen |
| Jahr | Titel                              | UK | US | Country | Anmerkungen |
| ---- | ---------------------------------- | --- | --- | --- | ----------- |
| 1969 | The Best of Charley Pride          | — | US24 Gold · (65 Wo.)US | Country1 (84 Wo.)Country |             |
| 1972 | The Best of Charley Pride Vol. II  | — | US50 Gold · (15 Wo.)US | Country1 (45 Wo.)Country |             |
| 1972 | The Incomparable Charley Pride     | — | US189 (8 Wo.)US | Country16 (16 Wo.)Country |             |
| 1976 | The Best of Charley Pride Vol. III | — | US188 (2 Wo.)US | Country3 (31 Wo.)Country |             |
| 1980 | Golden Collection                  | UK6 Gold · (12 Wo.)UK | — | — |             |
| 1981 | Greatest Hits                      | — | US185 (7 Wo.)US | Country8 (38 Wo.)Country |             |
| 1985 | Greatest Hits Vol. 2               | — | — | Country60 (6 Wo.)Country |             |
| 2003 | 22 All-Time Greatest Hits          | — | — | Country64 (8 Wo.)Country |             |

Weitere Kompilationen
- 1976: Charley’s Best
- 1985: Collector’s Series
- 1997: The Essential Charley Pride
- 2003: Anthology
- 2005: 16 Biggest Hits
- 2013: 40 Years of Pride

### Singles
| Jahr | Titel Album                                                             | Höchstplatzierung, Gesamtwochen, AuszeichnungChartplatzierungen (Jahr, Titel, Album, Platzierungen, Wochen, Auszeichnungen, Anmerkungen) | Höchstplatzierung, Gesamtwochen, AuszeichnungChartplatzierungen (Jahr, Titel, Album, Platzierungen, Wochen, Auszeichnungen, Anmerkungen) | Anmerkungen             |
| Jahr | Titel Album                                                             | US | Country | Anmerkungen             |
| ---- | ----------------------------------------------------------------------- | --- | --- | ----------------------- |
| 1966 | Just Between You and Me The Pride of Country Music                      | — | Country9 (19 Wo.)Country |                         |
| 1967 | I Know One The Pride of Country Music                                   | — | Country6 (19 Wo.)Country |                         |
| 1967 | Does My Ring Hurt Your Finger The Country Way                           | — | Country4 (19 Wo.)Country |                         |
| 1967 | The Day the World Stood Still The Country Way                           | — | Country4 (17 Wo.)Country |                         |
| 1968 | The Easy Part’s Over Songs of Pride...Charley That is                   | — | Country2 (15 Wo.)Country |                         |
| 1968 | Let the Chips Fall The Sensational Charley Pride                        | — | Country4 (14 Wo.)Country |                         |
| 1969 | Kaw-Liga Charley Pride In Person                                        | — | Country3 (16 Wo.)Country |                         |
| 1969 | All I Have to Offer You (Is Me) The Best of Charley Pride               | US91 (5 Wo.)US | Country1 (17 Wo.)Country |                         |
| 1969 | (I’m So) Afraid of Losing You Again Just Plain Charley                  | US74 (6 Wo.)US | Country1 (16 Wo.)Country |                         |
| 1970 | Is Anybody Goin’ to San Antone Charley Pride’s 10th Album               | US70 (7 Wo.)US | Country1 (17 Wo.)Country |                         |
| 1970 | Wonder Could I Live There Anymore From Me to You                        | US87 (3 Wo.)US | Country1 (17 Wo.)Country |                         |
| 1970 | I Can’t Believe That You’ve Stopped Loving Me From Me to You            | US71 (6 Wo.)US | Country1 (16 Wo.)Country |                         |
| 1971 | I’d Rather Love You I’m Just Me                                         | US79 (3 Wo.)US | Country1 (14 Wo.)Country |                         |
| 1971 | Let Me Live Did You Think to Pray                                       | — | Country21 (9 Wo.)Country |                         |
| 1971 | Did You Think to Pray                                                   | — | Country70 (1 Wo.)Country | B-Seite von Let Me Live |
| 1971 | I’m Just Me                                                             | US94 (2 Wo.)US | Country1 (16 Wo.)Country |                         |
| 1971 | Kiss an Angel Good Mornin’ Charley Pride Sings Heart Songs              | US21 Gold · (16 Wo.)US | Country1 (19 Wo.)Country |                         |
| 1972 | All His Children Sometimes a Great Notion                               | US92 (3 Wo.)US | Country2 (15 Wo.)Country | mit Henry Mancini       |
| 1972 | It’s Gonna Take a Little Bit Longer A Sunshine Day with Charley Pride   | — | Country1 (16 Wo.)Country |                         |
| 1972 | She’s Too Good to Be True Songs of Love by Charley Pride                | — | Country1 (16 Wo.)Country |                         |
| 1973 | A Shoulder to Cry On Sweet Country                                      | — | Country1 (14 Wo.)Country |                         |
| 1973 | Don’t Fight the Feelings of Love Sweet Country                          | — | Country1 (15 Wo.)Country |                         |
| 1973 | Amazing Love                                                            | — | Country1 (16 Wo.)Country |                         |
| 1974 | We Could Country Feelin’                                                | — | Country3 (14 Wo.)Country |                         |
| 1974 | Mississippi Cotton Picking Delta Town Pride of America                  | US70 (4 Wo.)US | Country3 (17 Wo.)Country |                         |
| 1974 | Then Who Am I Pride of America                                          | — | Country1 (12 Wo.)Country |                         |
| 1975 | I Ain’t All Bad Charley                                                 | — | Country6 (14 Wo.)Country |                         |
| 1975 | Hope You’re Feelin’ Me (Like I’m Feelin’ You) Charley                   | — | Country1 (14 Wo.)Country |                         |
| 1975 | The Happiness of Having You Happiness of Having You                     | — | Country3 (14 Wo.)Country |                         |
| 1976 | My Eyes Can Only See as Far as You Happiness of Having You              | — | Country1 (14 Wo.)Country |                         |
| 1976 | A Whole Lotta Things to Sing About She’s Just an Old Love-Turned Memory | — | Country2 (15 Wo.)Country |                         |
| 1977 | She’s Just an Old Love-Turned Memory                                    | — | Country1 (14 Wo.)Country |                         |
| 1977 | I’ll Be Leaving Alone She’s Just an Old Love-Turned Memory              | — | Country1 (14 Wo.)Country |                         |
| 1977 | More to Me Someone Loves You Honey                                      | — | Country1 (14 Wo.)Country |                         |
| 1977 | Dallas Cowboys –                                                        | — | Country89 (2 Wo.)Country |                         |
| 1978 | Someone Loves You Honey                                                 | — | Country1 (15 Wo.)Country |                         |
| 1978 | When I Stop Leavin’ (I’ll Be Gone) Burgers and Fries                    | — | Country3 (15 Wo.)Country |                         |
| 1978 | Burgers and Fries                                                       | — | Country2 (14 Wo.)Country |                         |
| 1979 | Where Do I Put Her Memory Burgers and Fries                             | — | Country1 (15 Wo.)Country |                         |
| 1979 | You’re My Jamaica                                                       | — | Country1 (15 Wo.)Country |                         |
| 1979 | Missin’ You You’re My Jamaica                                           | — | Country2 (15 Wo.)Country |                         |
| 1980 | Honky Tonk Blues There’s a Little Bit of Hank in Me                     | — | Country1 (13 Wo.)Country |                         |
| 1980 | You Win Again There’s a Little Bit of Hank in Me                        | — | Country1 (15 Wo.)Country |                         |
| 1980 | You Almost Slipped My Mind Roll On Mississippi                          | — | Country4 (18 Wo.)Country |                         |
| 1981 | Roll On Mississippi                                                     | — | Country7 (13 Wo.)Country |                         |
| 1981 | Never Been So Loved (In All My Life) Greatest Hits Vol. 1               | — | Country1 (15 Wo.)Country |                         |
| 1981 | Mountain of Love Everybody’s Choice                                     | — | Country1 (18 Wo.)Country |                         |
| 1982 | I Don’t Think She’s in Love Anymore Everybody’s Choice                  | — | Country2 (18 Wo.)Country |                         |
| 1982 | You’re So Good When You’re Bad Everybody’s Choice                       | — | Country1 (17 Wo.)Country |                         |
| 1982 | Why Baby Why Charley Pride Live                                         | — | Country1 (19 Wo.)Country |                         |
| 1983 | More and More Charley Pride Sings Country Classics                      | — | Country7 (16 Wo.)Country |                         |
| 1983 | Night Games                                                             | — | Country1 (21 Wo.)Country |                         |
| 1983 | Ev’ry Heart Should Have One Night Games                                 | — | Country2 (20 Wo.)Country |                         |
| 1984 | The Power of Love                                                       | — | Country9 (20 Wo.)Country |                         |
| 1984 | Missin’ Mississippi The Power of Love                                   | — | Country32 (13 Wo.)Country |                         |
| 1985 | Down on the Farm Greatest Hits Vol. 2                                   | — | Country25 (13 Wo.)Country |                         |
| 1985 | Let a Little Love Come In Greatest Hits Vol. 2                          | — | Country34 (11 Wo.)Country |                         |
| 1985 | The Best There Is                                                       | — | Country75 (5 Wo.)Country |                         |
| 1986 | Love on a Blue Rainy Day The Best There Is                              | — | Country74 (7 Wo.)Country |                         |
| 1987 | Have I Got Some Blues for You After All This Time                       | — | Country14 (22 Wo.)Country |                         |
| 1987 | If You Still Want a Fool Around After All This Time                     | — | Country31 (15 Wo.)Country |                         |
| 1987 | Shouldn’t It Be Easier Than This I’m Gonna Love Her on the Radio        | — | Country5 (23 Wo.)Country |                         |
| 1988 | I’m Gonna Love Her on the Radio                                         | — | Country13 (19 Wo.)Country |                         |
| 1988 | Where Was I I’m Gonna Love Her on the Radio                             | — | Country49 (13 Wo.)Country |                         |
| 1989 | White Houses Moody Woman                                                | — | Country49 (7 Wo.)Country |                         |
| 1989 | The More I Do Moody Woman                                               | — | Country77 (4 Wo.)Country |                         |
| 1989 | Amy’s Eyes Moody Woman                                                  | — | Country28 (17 Wo.)Country |                         |

Weitere Singles
- 1966: The Snakes Crawl at Night
- 1966: Before I Met You
- 1990: Moody Woman
- 1990: Whole Lotta Love on the Line
- 1993: Just for the Love of It
- 1994: For Today (mit Hal Ketchum)
- 2011: Except for You

### Gastbeiträge
| Jahr | Titel Album       | Höchstplatzierung, Gesamtwochen, AuszeichnungChartplatzierungen (Jahr, Titel, Album, Platzierungen, Wochen, Auszeichnungen, Anmerkungen) | Höchstplatzierung, Gesamtwochen, AuszeichnungChartplatzierungen (Jahr, Titel, Album, Platzierungen, Wochen, Auszeichnungen, Anmerkungen) | Anmerkungen                                 |
| Jahr | Titel Album       | US | Country | Anmerkungen                                 |
| ---- | ----------------- | --- | --- | ------------------------------------------- |
| 2016 | Forever Country – | US21 Gold · (4 Wo.)US | Country1 (18 Wo.)Country | als Teil von Artists of Then, Now & Forever |

### Videoalben
- 1977: In Concert
- 1993: Live!
- 2002: There Goes My Everything: In Concert
- 2006: Charley Pride Live in Canada
- 2008: Live in Concert: March 15, 1975

## Auszeichnungen für Musikverkäufe
| Goldene Schallplatte - Australien - 1982: für das Album Everybody’s Choice - 1997: für das Videoalbum In Concert - 2020: für das Album 40 Years of Pride - Kanada - 1978: für das Album Someone Loves You Honey - 1981: für das Album There’s a Little Bit of Hank in Me - 1982: für das Album Christmas in My Hometown - Neuseeland - 2013: für das Album 40 Years of Pride | Platin-Schallplatte - Kanada - 1976: für das Album Charley’s Best - 2006: für das Videoalbum Charley Pride Live in Canada 4× Platin-Schallplatte - Kanada - 1983: für das Album The Best of Charley Pride Vol. III |

Anmerkung: Auszeichnungen in Ländern aus den Charttabellen bzw. Chartboxen sind in ebendiesen zu finden.
| Land/RegionAuszeichnungen für Musikverkäufe (Land/Region, Auszeichnungen, Verkäufe, Quellen) | Gold       | Platin     | Verkäufe  | Quellen          |
| -------------------------------------------------------------------------------------------- | ---------- | ---------- | --------- | ---------------- |
| Australien (ARIA)                                                                            | 3× Gold3   | —          | 62.500    | aria.com.au      |
| Kanada (MC)                                                                                  | 3× Gold3   | 6× Platin6 | 660.000   | musiccanada.com  |
| Neuseeland (RMNZ)                                                                            | Gold1      | —          | 7.500     | radioscope.co.nz |
| Vereinigte Staaten (RIAA)                                                                    | 13× Gold13 | —          | 7.000.000 | riaa.com         |
| Vereinigtes Königreich (BPI)                                                                 | Gold1      | —          | 100.000   | bpi.co.uk        |
| Insgesamt                                                                                    | 21× Gold21 | 6× Platin6 |           |                  |

## Trivia
Die deutsche Country-Band Truck Stop hat Charley Pride in ihrem Lied Ich möcht’ so gern Dave Dudley hör’n in den Zeilen „Ich möcht’ so gern Dave Dudley hören, Hank Snow und Charley Pride / ‘nen richtig schönen Countrysong, doch AFN ist weit.“ musikalisch gewürdigt.